# Profondeville
Profondeville (valonă Parfondveye) este o comună francofonă din regiunea Valonia din Belgia. Comuna Profondeville este formată din localitățile Profondeville, Arbre, Lesve, Lustin și Rivière. Suprafața sa totală este de 50,34 km². La 1 ianuarie 2008 comuna avea o populație totală de 11.501 locuitori. 
Comuna Profondeville se învecinează cu comunele Floreffe, Fosses-la-Ville, Assesse, Mettet, Anhée, Yvoir și Namur.

## Localități înfrățite
- Franța: Roquebrune-Cap-Martin.